# Зверинская улица (Петергоф)
Звери́нская улица — улица в Петергофе. Проходит от Александрийского шоссе до Никольской улицы. Своё название получила в 1835 году от Оленьего зверинца, долгое время находившегося на месте парка Александрия. С момента образования улица сохраняла своё название.
В 1890-е годы на Зверинской улице проживал наиболее известный странник своего времени Василий Босоногий.

## Общественный транспорт
Маршруты общественного транспорта по улице не проходят.